# Tillandsia mallemontii
Tillandsia mallemontii là một loài thuộc chi Tillandsia. Đây là loài bản địa của Brasil.

## Hình ảnh

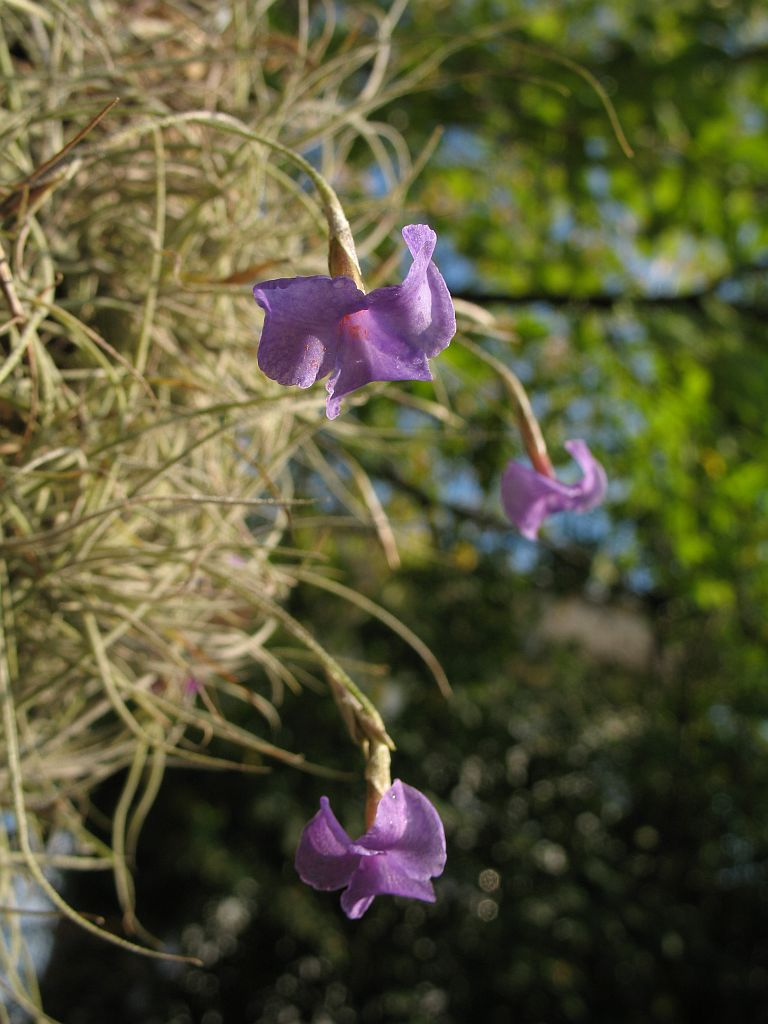
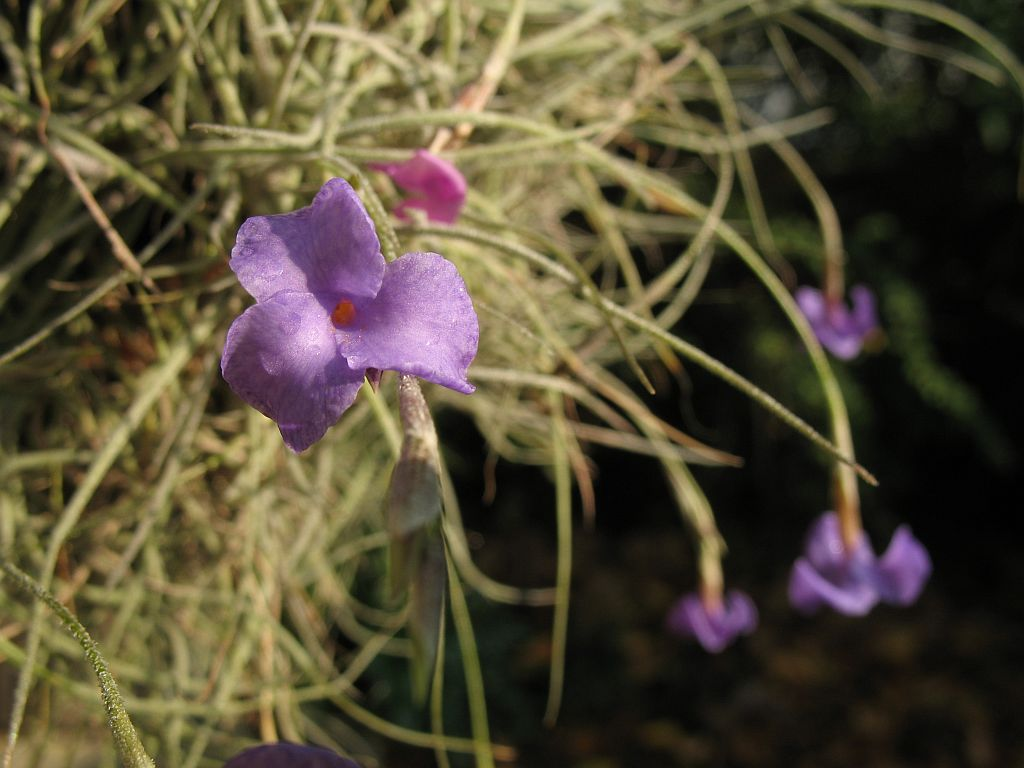

## Giống
- Tillandsia 'Blue Moon'
- Tillandsia 'Kia Ora'
- Tillandsia 'Nezley'
- Tillandsia 'Van Der Mollis'
- Tillandsia 'Wo'